# Périgueux
Périgueux je francouzské město v regionu Nová Akvitánie, hlavní město (prefektura) departementu Dordogne. V roce 2011 zde žilo 29 811 obyvatel. Je centrem arrondissementu Périgueux.

## Vývoj počtu obyvatel
Počet obyvatel 